# Libia en los Juegos Olímpicos de Londres 2012
Libia estuvo representada en los Juegos Olímpicos de Londres 2012 por cuatro deportistas, tres hombres y una mujer, que compitieron en tres deportes.
El portador de la bandera en la ceremonia de apertura fue el nadador Sofyan El-Gadi. El equipo olímpico libio no obtuvo ninguna medalla en estos Juegos.